# Emmanuel (album)
Emmanuel è il secondo album in studio del rapper portoricano Anuel AA, pubblicato il 29 maggio 2020. Nominato nel 2020 come Miglior album di musica urbana alla 21ª edizione dei Latin Grammy Awards